# 六道口站
六道口站是北京地铁15号线与昌平线的一座换乘站，其中15号线部分于2014年12月28日随15号线一期西段开通一同投入使用，昌平线部分则于2023年2月4日投入使用。本站位于北京市海淀区学院路街道清华东路、学院路交叉口。

## 位置
六道口站位于清华东路（东西向）与学院路－学清路（南北向）交汇处，呈东西走向布置。
车站由于临近六道口村得名，车站附近并没有铁路道口，与五道口不同。

## 结构

### 车站楼层
六道口站为地下双层车站，双柱三跨结构，岛式站台设计，采用暗挖法施工。车站将管线布置在两侧，使得中跨可以不设置吊顶，直接抹灰加上灯具装饰，以追求更高的空间效果。昌平线车站则为双柱三跨岛式暗挖车站，轨行区下穿15号线站台，以学院路高校的苏式建筑特点及材质色彩为设计依据，将砖红色定为主题色，并将中国农业大学老校门拱券造型的元素运用到车站的装修中。
| 地面层          | 地面                           | A－D出入口                       |
| 地下一层 站厅层 | 15号线站厅                     | 客务中心、自动售票机、进出站闸机 |
| 地下二层 站台层 | 昌平线站厅                     | 客务中心、自动售票机、进出站闸机 |
| 地下二层 站台层 | 15号线往清华东路西口（終點站） |                                  |
| 地下二层 站台层 | 岛式站台，左側開门             |                                  |
| 地下二层 站台层 | 15号线往俸伯（北沙滩）         |                                  |
| 地下三层 站台层 |                                | 昌平线往昌平西山口（学知园）     |
| 地下三层 站台层 | 岛式站台，左側開门             |                                  |
| 地下三层 站台层 | 昌平线往蓟门桥（学院桥）       |                                  |

### 站厅
15号线六道口站设2个分离式站厅，分别位于学院路口东西两侧，站厅南侧为通往昌平线站厅的换乘通道。
昌平线六道口站的站厅位于学院路口南侧。

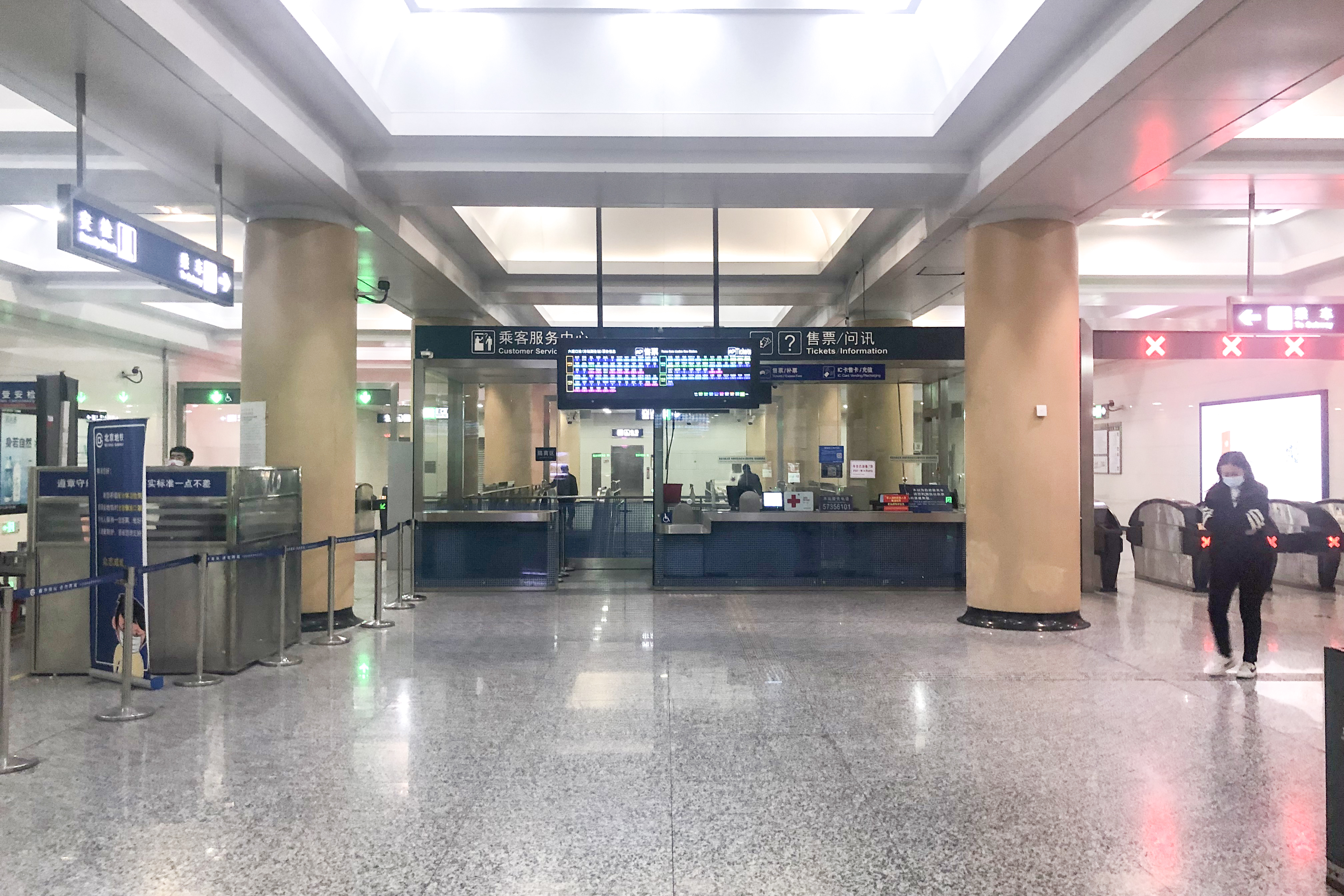
15号线西站厅
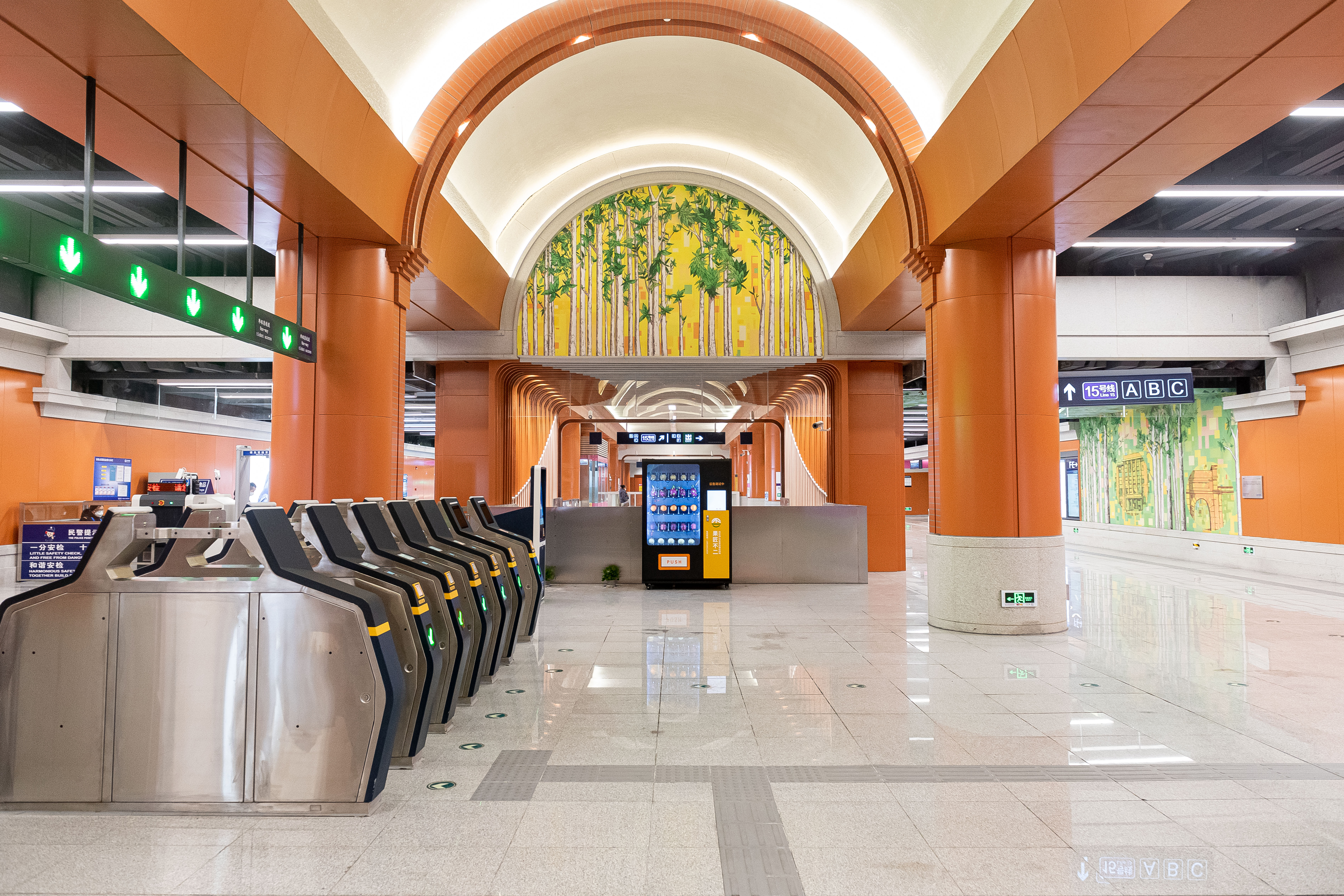
六道口站昌平线站厅

### 站台
六道口站15号线站台为岛式站台，位于清华东路地底，站台中跨建筑高度为6.6米，拱顶上装有数台吊灯。通往站厅的升降电梯位于站台最西端。
昌平线站台亦为岛式站台。

### 出入口
六道口站设有7个出入口，其中D口与15号线西站厅和昌平线站厅均有通道连接。
|                        |                  |                                          |      |            |  |
|                        |                  |                                          |      |            |  |
| 编号                   | 指示             | 建议前往的目的地                         | 图片 | 无障碍设施 |  |
| 连通 15号线站厅        |                  |                                          |      |            |  |
| 出口 · A · 1           | 清华东路（北侧） | 六所大厦、北京林业大学                   |      | 不適用     |  |
| 出口 · A · 2           | 学清路（西侧）   |                                          |      | 不適用     |  |
| 出口 · B               | 学清路（东侧）   | 金码大厦、中国银行、中国农业大学东校区   |      | 不適用     |  |
| 出口 · C · 升降机标志  | 清华东路（南侧） | 富润家园、石油大院                       |      |            |  |
| 连通 15号线 昌平线站厅 |                  |                                          |      |            |  |
| 出口 · D · 升降机标志  | 清华东路（南侧） | 艺海大厦、中国矿业大学（北京）学院路校区 |      |            |  |
| 连通 昌平线站厅        |                  |                                          |      |            |  |
| 出口 · E · 升降机标志  | 学院路（东侧）   | 富润家园、石油大院                       |      |            |  |
| 出口 · F               | 学院路（西侧）   | 中国矿业大学（北京）学院路校区           |      | 不適用     |  |
| 註： 設有              |                  |                                          |      |            |  |

### 车站艺术
本站换乘通道内部的一处曲面墙壁装饰有壁画《繁花似锦》，昌平线车站站厅及换乘端头则装饰有体现“树木与树人”的艺术品《生长》。